# Massilia psychrophila
Massilia psychrophila es una especie de bacteria gramnegativa del género Massilia. Fue descrita en el año 2016. Su etimología hace referencia a psicrófila. Es aerobia y móvil por flagelo polar. Tiene un tamaño de 0,7-0,8 μm de ancho por 1,2-1,3 μm de largo. Forma colonias redondas, convexas, traslúcidas y amarillas en agar R2A tras 4-5 días de incubación. Temperatura de crecimiento entre 10-25 °C, óptima de 15 °C. Catalasa y oxidasa positivas. Tiene un contenido de G+C de 66%. Se ha aislado de hielo en el glaciar Ulugh Muztagh, en la meseta tibetana, China.